# جولدسميث بيلي
جولدسميث بيلي (بالإنجليزية: Goldsmith Bailey)‏ هو محامي وسياسي أمريكي، ولد في 17 يوليو 1823، وتوفي في 8 مايو 1862 في الولايات المتحدة. حزبياً، نشط في الحزب الجمهوري. وقد انتخب عضو مجلس نواب ماساتشوستس وانتخب عضو مجلس النواب الأمريكي.